# Großenlupnitz
Großenlupnitz is een plaats in de Duitse gemeente Hörselberg-Hainich in  Thüringen. De gemeente maakt deel uit van het Wartburgkreis. Het wordt voor het eerst vermeld in een oorkonde uit 779. Het dorp werd in 1996 gevoegd bij Hörselberg en maakt sinds 2007 deel uit van Hörselberg-Hainich.